# 城东路街道
城东路街道，是中华人民共和国河南省郑州市管城回族区下辖的一个乡镇级行政单位。

## 行政区划
城东路街道下辖以下地区：
郑汴路社区、硝滩社区、商城东路社区、商城花园社区、城北路社区、商城东里社区、电院社区、未来路社区、康桥花园社区、裕鸿楼宇社区和未来花园社区。